# Lewis S. C. Smythe
Pour les articles homonymes, voir Smythe.
Lewis Strong Casey Smythe [prononcer "Smith"] (Washington, DC né le 31 janvier 1901 – décédé 1er juin 1978) était un sociologue et un missionnaire chrétien en Chine qui fut présent lors du massacre de Nankin,,,.

## Biographie
Fils de Lewis Strong Smythe (de DeRuyter, New York) et de Annie Amelia Casey (du Nouveau-Brunswick, Canada), Smythe a passé la plupart de sa jeunesse à Great Falls, Montana où il a terminé l'école secondaire et où il a travaillé dans un ranch de bétail.
Au cours de ses études universitaires, il a rencontré Margaret "Mardie" Lillian Garrett, une américaine née à Nankin en Chine, de parents missionnaires. Le couple s'est marié en 1924 et a eu deux filles, – Margaret "Peggy", Ann (1931 – 2016) et E. Joan (1934 – 1963),,. Smythe a obtenu son Baccalauréat de Droit en 1923 au Drake College. En mars 1927, il a obtenu une maîtrise en théologie pratique de la Chicago Divinity School pour sa thèse « Le contexte social de l'Incident de Shanghaï et son influence sur les missions chrétiennes à Chicago. » En août 1928, il a obtenu un doctorat en théologie chrétienne et éthique de la Chicago Divinity School pour sa thèse « Changements dans les détails bibliographiques du message chrétien en Chine par les missionnaires protestants. » Il a aussi été influencé et affiliée aux professeurs de la prestigieuse École de Chicago (sociologie), de l'université de Chicago notamment Ernest Burgess et Robert E. Park.
En 1928, les Smythes furent envoyés à Nankin par l'United Christian Mission Society (Indianapolis, Indiana). Smythe exerça en tant que professeur de sociologie à l'université de Nankin (1928 – 1951) tandis que sa femme, une médecin (diplômée de Rush University, Chicago, Illinois), exerça comme missionnaire médicale.
Smythe était à Nankin au cours de la bataille de Nankin et de sa suite, le massacre de Nankin. Il a servi comme secrétaire du Comité international de la zone de sécurité de Nankin du 14 décembre 1937 au 10 février 1938. Dans ce rôle, lui et le président du Comité, John Rabe, ont enregistré les atrocités commises par les troupes japonaises et fait des rapports de plainte quotidiens auprès de l'ambassade du Japon. Smythe a signalé que, bien que l'ambassade du Japon promettait continuellement de faire quelque chose à propos des atrocités, aucune action substantielle n'a débuté avant février 1938 pour restaurer l'ordre dans la ville.
Après la fin de la seconde Guerre Mondiale, Smythe était parmi les membres du Comité international pour la zone de sécurité de Nankin qui a témoigné au sujet du massacre de Nankin au Tribunal militaire international pour l'Extrême-Orient.
Les Smythes ont été forcés par les communistes de quitter la Chine en 1951. Par la suite, Smythe a travaillé comme consultant auprès de diverses organisations et a écrit plusieurs articles et livres portant sur le changement social en Chine. Il a exercé en tant que professeur et directeur du Département des communautés chrétiennes (1952 – 1964) du College of the Bible (Lexington, Kentucky,. Pendant une année sabbatique (1957 – 1958), il a exercé comme assistant du président de l'université Silliman (Dumaguete, Philippines) où il a institué un programme local de développement rural.
Dans le film documentaire Nankin, Smythe a été interprété par l'acteur Stephen Dorff.